# Północnokaukaski Komitet Narodowy
Północnokaukaski Komitet Narodowy (niem. Nordkaukasische Nationalkommittee, ros. Северокавказский национальный комитет) – północnokaukaskie kolaboracyjne przedstawicielstwo narodowe w III Rzeszy podczas II wojny światowej
Komitet został utworzony na pocz. 1942 r. w Berlinie. Na jego czele stanęli Osetyjczyk Alichan Kantemir i Dagestańczyk Ahmet-Nabi Magomajew. Składał się z oddziałów: wojskowego, propagandy, kadr, pomocy uchodźcom, żeńskiego i finansowo-gospodarczego. Pełną kontrolę nad Komitetem sprawowało Ministerstwo ds. Okupowanych Terytoriów Wschodnich Alfreda Rosenberga. Początkowo do Komitetu weszli przedstawiciele „starej” porewolucyjnej emigracji północnokaukaskiej, ale od 1943 r. uzupełnili go też czerwonoarmiści, którzy przeszli na stronę Niemiec i uchodźcy z Kaukazu Północnego. W skład kierownictwa wchodzili m.in. Awar Halilbek Musajasuł, Czerkies Sułtan Girej-Kłycz, Adygejczyk Siergiej Ułagaj (Kuczuk), Czeczeniec Said-Emin Tukajew, Czeczeniec Abdurachman Awtorchanow, Osetyjczyk Barasbi Bajtugan, Ingusz Ałabagaczijew, Dagestańczyk Muratchanow, Kabardyjczyk Żakan, Osetyjczyk Elehkoti. Do zadań Komitetu należało prowadzenie propagandy proniemieckiej i antysowieckiej wśród jeńców wojennych – czerwonoarmistów pochodzenia północnokaukaskiego, współudział w formowaniu Legionu Północnokaukaskiego, werbunek i szkolenie agentury mającej być przerzuconą na tyły Armii Czerwonej. Organami prasowymi były pisma "Gazawat" i "Siewiernyj Kawkaz".